# Erste Liga 2017-2018
La Erste Liga 2017-2018 è la 44ª edizione del campionato di calcio austriaco di seconda divisione.
La stagione è iniziata il 21 luglio 2017 ed è terminata il 25 maggio 2018; la pausa invernale ha avuto luogo da novembre 2017 a febbraio 2018.

## Stagione

### Novità
Il LASK Linz è la squadra campione in carica e promossa in Bundesliga, il SV Ried retrocesso dalla Bundesliga e la neopromossa dalla Regionalliga, il TSV Hartberg.

### Formula
Le squadre si affrontano in un doppio girone all'italiana con partite d'andata e ritorno, per un totale di 36 giornate.
La squadra campione verrà promossa in Bundesliga per la stagione 2018-2019. Verrà promossa direttamente anche la seconda classificata, mentre la terza affronterà lo spareggio play-off.
L'ultima squadra classificata effettuerà lo spareggio retrocessione per evitare di andare nella successiva Regionalliga, dalla quale saranno promosse due squadre delle tre vincitrici dei rispettivi gironi, in base alla possibilità di iscrizione. La squadra che non sarà promossa nonostante la vittoria riceverà in compenso un premio in denaro.

## Squadre partecipanti
| Club                | Città            | Stadio                    | Posizione 2016-2017              | Dettaglio |
| ------------------- | ---------------- | ------------------------- | -------------------------------- | --------- |
| Austria Lustenau    | Lustenau         | Reichshof                 | 3º posto in Erste Liga           | 2016-2017 |
| Blau-Weiß Linz      | Linz             | Linzer Stadion            | 7º posto in Erste Liga           | 2016-2017 |
| Floridsdorfer       | Vienna           | Leopold Stroh             | 9º posto in Erste Liga           | 2016-2017 |
| Hartberg            | Hartberg         | Stadion Hartberg          | 1º posto in Fußball-Regionalliga | 2016-2017 |
| Kapfenberger        | Kapfenberg       | Franz Fekete              | 6º posto in Erste Liga           | 2016-2017 |
| Liefering           | Salisburgo       | Wals-Siezenheim           | 2º posto in Erste Liga           | 2016-2017 |
| Ried                | Ried im Innkreis | Keine Sorgen Arena        | 10º posto in Bundesliga          | 2016-2017 |
| Wacker Innsbruck    | Innsbruck        | Tivoli-Neu Stadion        | 4º posto in Erste Liga           | 2016-2017 |
| WSG Swarovski Tirol | Wattens          | Alpenstadion              | 5º posto in Erste Liga           | 2016-2017 |
| Wiener Neustadt     | Wiener Neustadt  | Wiener Neustädter Stadion | 8º posto in Erste Liga           | 2016-2017 |

## Allenatori

### Tabella riassuntiva
| Club                | Allenatore                  | In carica da   |
| ------------------- | --------------------------- | -------------- |
| Austria Lustenau    | Andreas Lipa                | 19 aprile 2017 |
| Blau-Weiß Linz      | Günther Gorenzel-Simonitsch | 19 giugno 2017 |
| Floridsdorfer       | Thomas Eidler               | 13 giugno 2017 |
| Hartberg            | Christian Ilzer             | 1º luglio 2017 |
| Kapfenberger        | Robert Pflug                | 8 maggio 2017  |
| Liefering           | Janusz Góra Gerhard Struber | 31 maggio 2015 |
| Ried                | Lassaad Chabbi              | 1º marzo 2017  |
| Wacker Innsbruck    | Karl Daxbacher              | 5 gennaio 2017 |
| WSG Swarovski Tirol | Thomas Silberberger         | 1º luglio 2013 |
| Wiener Neustadt     | Roman Mählich               | 10 giugno 2017 |

## Classifica attuale
|  | Pos. | Squadra             | Pt | G  | V  | N  | P  | GF | GS | DR  |
|  | ---- | ------------------- | -- | -- | -- | -- | -- | -- | -- | --- |
|  | 1.   | Wacker Innsbruck    | 71 | 36 | 21 | 8  | 7  | 60 | 31 | +29 |
|  | 2.   | Hartberg            | 68 | 36 | 20 | 8  | 8  | 63 | 34 | +29 |
|  | 3.   | Wiener Neustadt     | 62 | 36 | 17 | 11 | 8  | 53 | 37 | +16 |
|  | 4.   | Ried                | 61 | 36 | 17 | 10 | 9  | 68 | 41 | +27 |
|  | 5.   | Liefering           | 55 | 36 | 14 | 13 | 9  | 58 | 44 | +14 |
|  | 6.   | Austria Lustenau    | 45 | 36 | 12 | 9  | 15 | 48 | 52 | -4  |
|  | 7.   | WSG Swarovski Tirol | 40 | 36 | 10 | 10 | 16 | 45 | 56 | -11 |
|  | 8.   | Kapfenberger        | 35 | 36 | 9  | 8  | 19 | 40 | 68 | -28 |
|  | 9.   | Floridsdorfer       | 30 | 36 | 8  | 6  | 22 | 37 | 75 | -38 |
|  | 10.  | Blau-Weiß Linz      | 26 | 36 | 5  | 11 | 20 | 35 | 69 | -34 |

Legenda:

      Promossa in Bundesliga 2018-2019

      Ammessa allo spareggio promozione-retrocessione

      Retrocessa in Regionalliga 2018-2019

Note:

Tre punti a vittoria, uno a pareggio, zero a sconfitta.
In caso di arrivo di due o più squadre a pari punti, la graduatoria verrà stilata secondo la classifica avulsa tra le squadre interessate che prevede, in ordine, i seguenti criteri:
- Punti negli scontri diretti
- Differenza reti negli scontri diretti
- Differenza reti generale
- Reti realizzate in generale
- Sorteggio

## Statistiche

### Squadre

#### Record
- Maggior numero di vittorie:
- Minor numero di sconfitte:
- Migliore attacco:
- Miglior difesa:
- Miglior differenza reti:
- Maggior numero di pareggi:
- Minor numero di pareggi:
- Maggior numero di sconfitte:
- Minor numero di vittorie:
- Peggiore attacco:
- Peggior difesa:
- Peggior differenza reti:
- Miglior serie positiva:
- Peggior serie negativa:

### Individuali

#### Record
- Capocannoniere:
- Maggior numero di gol in una partita:

### Partite
- Più gol :
- Maggiore scarto di gol :
- Maggior numero di reti in una giornata :
- Minor numero di reti in una giornata :